# Antonio Russo (politico)
Antonio Russo (Giugliano in Campania, 18 novembre 1952 – Giugliano in Campania, 14 dicembre 2012) è stato un politico italiano.